# Vitas van Litouwen

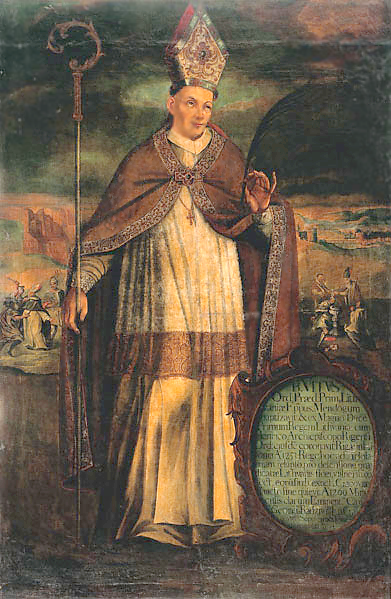
17e-eeuws portret van Vitas

Vitas (Pools: Wit, Latijn: Vitus) (1190 - Kraków, 1269; het geboortejaar is niet zeker) was een Poolse dominicaner monnik en de eerste rooms-katholieke bisschop van Litouwen (1253–1255).
Er is weinig bekend over zijn afkomst en zijn vroege carrière. Vermoedelijk was hij een leerling van Hyacinthus van Polen, die de Dominicaner Orde naar Polen bracht.
Nadat de Litouwse grootvorst Mindaugas zich tot het christendom had bekeerd en in 1253 tot koning was gekroond, kostte het dankzij politieke intriges enkele maanden voordat het voormalige Grootvorstendom Litouwen een eigen bisschop kreeg. In oktober of november 1253 wijdde aartsbisschop Pełka (Fulco) van Gniezno, toen het hoofd van de Poolse kerk, de monnik Wit tot bisschop van Litouwen. Wit kreeg de taak de nog heidense Litouwers tot het christendom te bekeren.
Vitas (de Litouwse vorm van Wit), werd echter niet gesteund door koning Mindaugas en diens leger, en werd al evenmin geaccepteerd door de bevolking. Over zijn activiteiten als bisschop is niets bekend, al zijn er enige aanwijzingen dat hij betrokken was bij de bouw van de Kathedraal van Vilnius, die in 1251 was begonnen.
In 1254 werd de priester Christian (Litouws: Kristijonas), een lid van de Lijflandse Orde, door Albert Suerbeer, toen bisschop en kort daarna aartsbisschop van Riga, tot bisschop gewijd, deze maal met volledige steun van koning Mindaugas, die hem een stuk land in Samogitië gaf. Litouwen had nu twee rivaliserende bisschoppen. In hetzelfde jaar schreef Vitas echter een brief aan Paus Innocentius IV, waarin hij klaagde over de trieste staat van het christendom in Litouwen en om overplaatsing vroeg. Op 1 maart 1255 willigde Innocentius’ opvolger Paus Alexander IV Vitas' verzoek in.
Kristijonas had dan wel de steun van de koning, maar liep tegen hetzelfde probleem aan als Vitas: een bevolking die grotendeels vijandig stond tegenover het christendom. In 1259 vertrok hij. Pas in 1388 kreeg Litouwen weer een bisschop, toen Andrzej Jastrzębiec werd benoemd tot bisschop van Vilnius.
Na Vitas' vertrek uit Litouwen benoemde de Paus hem tot hulpbisschop in het bisdom Breslau, waar hij bleef tot omstreeks 1260. Toen werd hij hulpbisschop in het bisdom  Poznań tot minstens 1263. Hij overleed in 1269 in het dominicanenklooster in Kraków. Hij werd begraven naast Hyacinthus van Polen. De historicus Jan Kurczewski is van mening dat Vitas een Dominicaner kerk en klooster heeft gesticht in Loebtsja, een stad die tegenwoordig in Wit-Rusland ligt.
In de zeventiende en achttiende eeuw werden veel hagiografieën gepubliceerd waarin de auteurs het niet zo nauw namen met de feiten. Een van deze hagiografen was de Poolse Franciscaan Florian Jaroszewicz (1694?-1771) met zijn boek Matka świętych Polska, een bundel korte biografieën van (vaak dubieuze) Poolse heiligen en zaligen. Ook de Duitse Dominicaan Martin Gruneweg (1562-1618?), die in zijn memoires uitgebreid ingaat op de levens van heiligen en zaligen, is daarbij niet altijd even betrouwbaar. In de essaybundel Martin Gruneweg (1562 - Nach 1615): Ein Europaischer Lebensweg/A European Way of Life onderzoekt Marek Miławicki (zelf een Dominicaan) onder andere wat Gruneweg schrijft over Vitas. Gruneweg maakt van hem een heilige die de marteldood is gestorven. Vitas is echter zelfs nooit zalig verklaard en stierf in 1296 een natuurlijke dood in Kraków.